# Mîkolai-Pole, Novomîkolaiivka
Mîkolai-Pole (în ucraineană Миколай-Поле) este un sat în comuna Sofiivka din raionul Novomîkolaiivka, regiunea Zaporijjea, Ucraina.

## Demografie
Componența lingvistică a localității Mîkolai-Pole
     Ucraineană (83,56%)
     Rusă (8,22%)
     Belarusă (1,37%)
Conform recensământului din 2001, majoritatea populației localității Mîkolai-Pole era vorbitoare de ucraineană (83,56%), existând în minoritate și vorbitori de rusă (8,22%) și belarusă (1,37%).